# Каза Бјанка (Фиренца)
Каза Бјанка је насеље у Италији у округу Фиренца, региону Тоскана.
Према процени из 2011. у насељу је живело 20 становника. Насеље се налази на надморској висини од 141 м.